# Amadou Dia Bâ
El Hadji Amadou Dia Bâ (Dakar, 22 settembre 1958) è un ex ostacolista senegalese, specializzato nei 400 metri ostacoli e primo senegalese a vincere una medaglia olimpica.

## Biografia
Amadou Dia Bâ fece il suo debutto nelle competizioni internazionali di atletica leggera nel 1978 quando, ai Giochi panafricani, vinse la medaglia di bronzo nel salto in alto. Nella stessa specialità fu selezionato a rappresentare l'Africa nella Coppa del mondo del 1981, concludendo la gara al settimo posto con 2,15 m. Passato alla corsa sul giro di pista, nel 1982 conquistò una doppia vittoria ai campionati africani, vincendo sia la gara sui 400 metri piani che sui 400 metri ostacoli.
A partire dall'anno seguente concentrò i suoi sforzi sulla specialità a ostacoli, ottennendo un secondo posto alle Universiadi; in seguito partecipò alla prima edizione dei campionati mondiali a Helsinki giungendo settimo. Nel 1984 partecipò alla sua prima Olimpiade riuscendo a qualificarsi per la finale, che concluse al quinto posto. Pochi giorni dopo si confermò campione africano.
Nel 1988, alla sua seconda partecipazione olimpica, centrò la medaglia d'argento, preceduto di soli quattro centesimi dallo statunitense André Phillips e superando Edwin Moses, che era stato l'incontrastato dominatore della specialità negli ultimi 12 anni. Il suo tempo, 47"23, costituisce tuttora una delle prime 10 prestazioni di ogni epoca sulla distanza, la migliore per un atleta che non sia giunto primo sul traguardo. Partecipò per la terza volta ai Giochi olimpici nel 1992, ma venne eliminato nelle batterie.

## Palmarès
| Anno | Manifestazione           | Sede        | Evento        | Risultato  | Prestazione | Note             |
| ---- | ------------------------ | ----------- | ------------- | ---------- | ----------- | ---------------- |
| 1978 | Giochi panafricani       | Algeri      | Salto in alto | Bronzo     | 2,08 m      |                  |
| 1982 | Campionati africani      | Il Cairo    | 400 m piani   | Oro        | 45"80       |                  |
| 1982 | Campionati africani      | Il Cairo    | 400 m hs      | Oro        | 49"55       |                  |
| 1983 | Universiadi              | Edmonton    | 400 m hs      | Argento    | 49"94       |                  |
| 1983 | Mondiali                 | Helsinki    | 400 m hs      | 7º         | 49"61       |                  |
| 1984 | Campionati africani      | Rabat       | 400 m hs      | Oro        | 49"30       |                  |
| 1984 | Giochi olimpici          | Los Angeles | 400 m hs      | 5º         | 49"28       |                  |
| 1984 | Giochi olimpici          | Los Angeles | 4×400 m       | Batteria   | dq          |                  |
| 1985 | Campionati africani      | Il Cairo    | 400 m hs      | Oro        | 48"29       |                  |
| 1987 | Giochi panafricani       | Nairobi     | 400 m hs      | Oro        | 48"03       |                  |
| 1987 | Mondiali                 | Roma        | 400 m hs      | 5º         | 48"37       |                  |
| 1988 | Campionati africani      | Annaba      | 400 m hs      | Oro        | 48"81       |                  |
| 1988 | Giochi olimpici          | Seul        | 400 m hs      | Argento    | 47"23       | Record nazionale |
| 1988 | Giochi olimpici          | Seul        | 4×400 m       | Semifinale | 3'07"19     |                  |
| 1989 | Giochi della Francofonia | Casablanca  | 400 m hs      | Oro        | 49"47       |                  |
| 1991 | Giochi panafricani       | Il Cairo    | 400 m hs      | Bronzo     | 49"12       |                  |
| 1992 | Giochi olimpici          | Barcellona  | 400 m hs      | Batteria   | 49"47       |                  |